# Marinčev Grič
Marinčev Grič – wieś w Słowenii, w gminie Vrhnika. W 2018 roku liczyła 39 mieszkańców.